# Newport, Arkansas
Newport là một thành phố thuộc quận Jackson, tiểu bang Arkansas, Hoa Kỳ. Năm 2010, dân số của thành phố này là 7879 người.

## Dân số
- Dân số năm 2000: 7811 người.
- Dân số năm 2010: 7879 người.